# Lola Omolola
Lola Omolola (sinh ngày 1 tháng 8 năm 1976) là một cựu nhà báo người Nigeria, người đã thành lập nhóm Female IN (FIN) trên Facebook. Lola là người phụ nữ Nigeria đầu tiên lập ra một nơi mà những người phụ nữ khác nhau có thể chia sẻ những câu chuyện chưa được kể về lạm dụng tình dục và những thách thức mà họ đang phải đối mặt. Cô đã được đề cao trong Hội nghị Facebook F8 2018.

## Giáo dục
Omolola học xong tiểu học và trung học ở Nigeria. Sau khi chuyển đến Hoa Kỳ, cô đã lấy bằng Cử nhân Báo chí Phát thanh Truyền hình của Đại học Columbia ở Chicago.

## Sự nghiệp
Omolola là một cựu nhà báo, cô sở hữu một số show truyền hình ở Nigeria. Sau khi lấy được tấm bằng, cô làm việc tại Trung tâm Tư vấn Cộng đồng Chicago, nơi cô giúp đỡ mọi người về các vấn đề sức khỏe tâm thần. Ngoài ra, Omolola đã làm việc "cho apartments.com nhưng quyết định nghỉ việc khi có con." Cô bắt đầu trang web của riêng mình có tên spicebaby.com nơi cô giới thiệu công thức nấu ăn cho thực phẩm Nigeria. Sau đó, cô lập ra trang FIN, một trang Facebook nơi phụ nữ từ Nigeria gặp gỡ và chia sẻ câu chuyện của họ mà không phải ngại ngùng. Nhóm lúc đầu có tên Female In Nigeria, nhưng giờ đổi thành "Female IN" để phù hợp với thành viên ngày càng đa dạng. FIN có hơn một triệu phụ nữ sử dụng trang Facebook này. Đây là một trang riêng tư nên chỉ có thành viên của trang mới truy cập được. Mục tiêu của Omolola là giúp đỡ những người phụ nữ đang chống chọi với cuộc sống, nhưng không thể nói cho ai biết về các vấn đề của họ. Ở nhiều quốc gia như Nigeria, các cô gái và phụ nữ không có tiếng nói. "Bất cứ khi nào một cô gái cho thấy bất kỳ dấu hiệu tự nhận thức, cô ấy sẽ im lặng." Vì vậy, FIN dành cho những người phụ nữ không có tiếng nói và không có ai lắng nghe và khuyến lệ họ.

## Thành tựu
Sau khi cô lập ra FIN, Omolola đã gặp người sáng lập Facebook Mark Zuckerberg. Họ đã thảo luận về cách phụ nữ nhận được hỗ trợ từ FIN. Trong một cuộc phỏng vấn với CNN, Mark Zuckerberg đã nói nhiều về cô vì đã kết nối những người phụ nữ không có tiếng nói và xây dựng một cộng đồng an toàn  trên Facebook. Lola hiện đang có kế hoạch tiến về phía trước với FIN bằng cách "cung cấp các trung tâm nơi phụ nữ có thể đến để chia sẻ về trải nghiệm của họ trong một không gian an toàn."